# 韩终
韩终（？—？），秦朝时方士，秦始皇派韩终、侯公、石生求仙人不死之药，后来逃走，一说徐福到了日本，韩终到了朝鲜半岛。
韩终服用菖蒲十三年，身上生毛。后来小说家加以附会，遂与出自《楚辞·远游》的韩众合二为一，解释为古代传说中的仙人。洪兴祖补注引《列仙传》：“齐人韩终，为王采药，王不肯服，终自服之，遂得仙也。”郭宪《洞冥记》记载，琳国有玉叶李，色如碧玉，数十年一熟，因韩终曾食之，因名韩终李。